# Ion Oncescu
Ion Oncescu (n. 25 aprilie 1978, București) este un luptător profesionist de skanderbeg român. El este cvintuplu campion mondial la skanderbeg la ambele brațe, inclusiv de trei ori campion la brațul stâng (2007, 2008 și 2010) și de două ori campion la brațul drept (2007 și 2008); și campion european în 2010 atât la brațul stâng cât și la brațul drept.A fost introdus în martie 2011 în Hall of Fame  "The 50 Greatest Armwrestlers In History".

## Biografie
Ion Oncescu s-a născut pe 25 aprilie 1978, în București, România.
Din copilărie a început a practica jogging și înot în fiecare zi. A absolvit Facultatea de Jurnalism și Academia de Studii Economice Internaționale de Afaceri din București, profilul economic, și a fost masterand în administrarea afacerilor la Chicago. Primul contact cu sportul a avut loc la FC Dinamo București, unde a jucat fotbal la nivel de tineret, dar s-a lăsat și s-a apucat de tenis, deoarece i s-a părut mai interesant și a început să se pregătească sub îndrumarea lui Florin Segărceanu.
Ion Oncescu a câștigat primul său titlu național la skandenberg, atunci când avea 18 ani și de atunci a fost campion de necontestat, fiind un luptător de skandenberg în formare, în 2005, la nouă ani după debut. A absolvit Facultatea de Jurnalism și Academia de Studii Economice Internaționale de Afaceri din București în profilul de economie.
El a devenit prima dată campion mondial la al XXIX-lea Campionat Mondial de Armwrestling, care a avut loc la Veliko Tărnovo, Bulgaria în octombrie 2007. Pentru brațul stâng, Oncescu a avut de a se angaja în 10 meciuri, iar 5 dintre adversari erau foști campioni mondiali. În cea de-a doua rundă a pierdut surprinzător împotriva campionului bulgar Stoian Golemanov, dar a recuperat și a ajuns la final împotriva rusului Dzambolat Tsoriev, care era de neoprit la momentul respectiv. Ion Oncescu a câștigat cu 2-0 și a devenit campion mondial pentru prima oară în cariera sa. A doua zi a trebuit să intre în competiție pentru campionatul la brațul drept și a fost angajat în opt meciuri și a ajuns în finală, unde a trebuit să se înfrunte cu același Dzambolat Tsoriev. Oncescu a pierdut primul meci, dar le-a câștigat pe celelalte două și a devenit campion mondial la brațul drept și pentru întregul turneu de campion mondial de necontestat, a primit $23,000, premiu în bani. Ion Oncescu a câștigat al treilea și al patrulea titlu mondial la Campionatele Mondiale de Armwrestling, care au avut loc în Kelowna, Canada. El trebuia să se angajeze în 20 de meciuri, 10 pentru brațul stâng și 10 pentru brațul drept și a câștigat două titluri mondiale cu ușurință. Astfel, Oncescu devenea primul sportiv care câștiga titlurile mondiale la acest sport doi ani la rând.
În 2007, la Cupa Mondială Nemiroff, Oncescu și-a îndeplinit visul vieții, de a câștiga împotriva polonezului născut în America, campion de skandenberg, John Brzenk, dar în cele din urmă a pierdut împotriva ucraineanului Andrei Puskar.
În 2009 el a reușit să învingă 116 români neprofesioniști, urmând ca în 2010 numărul de concurenți să se tripleze. La Zolty Tour (Nemiroff) 2009 a obținut locul 4 la brațul stâng și locul 2 la brațul drept la categoria 95 kg, fiind învins numai de către legendarul John Brzenk. Tot în 2009, Ion Oncescu a reușit să ia medalia de aur la Campionatele Europene din Bulgaria, după ce s-a impus în finală la brațul stâng în fața polonezului Lucjan Fujdala. Pe 24 ianuarie 2010, de ziua micii uniri, a învins 300 de oameni printre care și profesioniști. 2010 a fost un an foarte bun pentru românul nostru pentru că a reușit să câștige din nou medalia de aur la Campionatului Mondial de la Mesquite, Nevada, SUA, care a avut loc între 6-12 decembrie, după ce i-a învins în finala la brațul stâng (categoria 100 kg), pe americanul Tom Nelson și pe kazahul Alexandr Fugarov. La brațul drept s-a clasat pe locul 6.
La 21 februarie 2011, el a reușit să învingă 500 de oameni. Printre cei învinși s-au numărat și campionul european și vicecampionul mondial la haltere Ninel Miculescu, campionul național la darts, la culturism și aruncarea greutății, Daniel Racoveanu și jucătorul de baschet Virgil Stănescu.
Pe 12 februarie 2012, la Sun Plaza București, după un concurs de 8 ore, alături de cei 1000 de adversari propuși, Oncescu a stabilit un nou record mondial, care a fost certificat de către reprezentantul Guinness World Records, câștigând în fața celor 1000 de participanți (chiar 1024 până la final). Spectacolul a fost difuzat în direct pe canalul TV sport.ro.
Pe 23 septembrie 2012, Ion Oncescu a stabilit un nou record, acela de a merge sub apă în picioare cu o halteră de 59 kg pe o lungime de 33 m.

## Rezultate la campionatele europene și mondiale
| An   | Clasare | Locație        | Comentarii                                    |
| 2004 | 5       | Durban         | WCH – brațul drept / categoria 100 kg         |
| 2004 | 9       | Durban         | WCH – brațul stâng / categoria 100 kg         |
| 2004 | 4       | Gdynia         | ECH – brațul drept / categoria 100 kg         |
| 2004 | 5       | Gdynia         | ECH – brațul stâng / categoria 100 kg         |
| 2005 | 2       | Sofia          | ECH – brațul drept / categoria 100 kg         |
| 2005 | 2       | Sofia          | ECH – brațul stâng / categoria 100 kg         |
| 2006 | 3       | Budapesta      | ECH – brațul drept / categoria 100 kg         |
| 2006 | 2       | Budapesta      | ECH – brațul stâng / categoria 100 kg         |
| 2007 | 1       | Veliko Tărnovo | WCH – brațul drept / categoria 90 kg          |
| 2007 | 1       | Veliko Tărnovo | WCH – brațul stâng / categoria 90 kg          |
| 2008 | 1       | Kelowna        | WCH – brațul drept / categoria 100 kg         |
| 2008 | 1       | Kelowna        | WCH – brațul stâng / categoria 100 kg         |
| 2009 | 1       | Sofia          | ECH – brațul drept / categoria 100 kg         |
| 2009 | 1       | Sofia          | ECH – brațul stâng / categoria 100 kg         |
| 2010 | 1       | Mesquite       | WCH – brațul stâng / categoria 100 kg         |
| 2010 | 6       | Mesquite       | WCH – brațul drept / categoria 100 kg         |
| 2016 | 3       | București      | ECH- brațul stâng și drept / categoria 100 kg |

- Notă: WCH – Campionatul Mondial

ECH – Campionatul European

### Alte rezultate
| An   | Clasare | Locație  | Comentarii                                                                                            |
| 2007 | 2       | Varșovia | Nemiroff World Cup (cu brațul stâng și drept și vicecampion absolut brațul stâng)                     |
| 2009 | 2       | Varșovia | Nemiroff World Cup (cu brațul drept)                                                                  |
| 2009 | 1       | Roma     | Vendetta IV Super Match împotriva lui Normunds Tomsons cel mai bun din cinci jocuri (cu brațul drept) |

```
   locul 1 la Cupa Sydney, București, 1996
   locul 1 la Cupa Power-Zone Redis, editia I, București, 2001
   locul 1 la Cupa Power-Zone Redis, editia a II-a, București, 2001
   locul 1 la Cupa Power-Zone Redis, editia a III-a, București, 2001
   locul 1 la Cupa Power-Zone Redis, editia a IV-a, București, 2002
   locul 1 la cat. 90 kg + open la Cupa Power-Zone Redis, editia a V-a, București, 2002
   locul 1 la cat. 90 kg + open la Cupa Power-Zone Redis, editia a VI-a, București, 2002
   locul 1 la Cupa GYM Mar Strong, Oradea, 2003
   locul 1 la cat. 90 kg + open la Cupa Power-Zone Redis, editia a VII-a, București, 2003
   locul 3 la cat. 95 kg mana dreapta, si locul 3 la open mana dreapta la Zloty Tur Cup,Varsovia, Polonia, 2003
   locul 1 la cat. 90 kg +open la Trofeul Maramures, editia a II-a, Baia Mare, 2004
   locul 1 la cat. +90 kg si locul 3 la open la Cupa Sport Magic, Fagaras, 2004
   locul 1 la cat. 90 kg mana dreapta, locul 2 la cat. 90 kg mana stanga si locul 2 la open mana stanga la Bansko Open, Bulgaria, 2004
   locul 1 la cat. 90 kg mana dreapta, locul 2 la cat. +90 kg mana dreapta, locul 2 la cat. 90 kg mana stanga, locul 2 la +90 kg mana stanga la California Mid-State Armwrestling, Reno, USA, 2004
   locul 4 la cat. 95 kg mana dreapta, si locul 14 la open mana dreapta la Zloty Tur Cup,Varsovia, Polonia, 2004
   locul I la Brat de Fier Show, editia I, Buftea, 2005
   locul I la cat. 90 kg la bratul dreapt si la open la Cupa Brailei, editia I, Braila, 2005
   locul I la cat. 100 kg la bratul dreapt si la open la Cupa Sport Magic Fagaras, editia a II-a, Fagaras, 2005
   locul I la cat. 100 kg bratul drept, locul I la cat. +90 kg bratul stng si locul II la open bratul drept la Judgement Day, Budapesta, 2005
   locul I la cat. 100 kg bratul drept si castigătorul openului la AGH Grand Prix, Baia Mare, 2006
   locul I la cat. 100 kg bratul stng si locul I la cat. 100 kg bratul drept la CN 2007, București
   locul I la cat. 95 kg la bratul drept la Arm Arena Medias 2007
   locul I la cat. 100 kg si open la bratul drept la Cupa Valcea 2007
   locul I la cat. 100 kg si open la bratul drept la Cupa fagaras 2007
   locul II la cat. 95 kg la bratul stang + locul II la open la Zloty Tur 2007
   locul II la cat. 95 kg la bratul drept la Zloty Tur 2007
   locul I la cat. +110 kg la bratul stang la CN 2008
   locul I la cat. +110 kg la bratul drept la CN 2008
   locul I la cat. 100 kg la bratul drept + open la Cupa Valcea 2008
   invingator la Vendetta IV Super Match Italia 2008 impotriva lui Normunds Tomsons (campion mondial 2008 de la 110 kg)
   locul I la cat. 100 kg bratul stang si drept la CN 2009, București
   invingator cu scorul de 4-2 in Vendetta cu Artur Glowinski, 4 mai 2009, București
   Oncescu vs 300, București, 24 ianuarie 2010 – video
   locul I la bratul stang si drept la cat. 100 kg la CN 2010, București
   locul I la bratul stang si drept la cat. 100 kg la CN 2011, București
```